# Horoušanská
Horoušanská je ulice v Hloubětíně na Praze 14, která spojuje ulici Chvalskou a Slévačskou. Směrem od západu do ní postupně ústí ulice Liblická a Štolmířská. Má přibližný západovýchodní průběh a je paralelní s hloubětínskou tepnou – ulicí Poděbradskou.

## Historie a názvy
Nazvána je podle středočeské obce Horoušany v okrese Praha-východ. Vznikla a byla pojmenována v roce 1930. V době nacistické okupace v letech 1940–1945 se německy nazývala Horauschaner Straße.

## Zástavba
V západní části ulice jsou třípodlažní bytovky, ve východní části dominují domy s plochou střechou ze 60. let 20. století z doby výstavby sídliště Hloubětín.